# Теодосій Ґойжевський
Теодосій Ґойжевський (Дунін-Ґойжевський; 30 жовтня 1749 — 12 квітня 1825, Почаїв) — греко-католицький священник, василіянин, архимандрит Дерманського василіянського монастиря наприкінці XVIII — початку XIX століття, педагог.

## Життєпис
Народився 30 жовтня 1749 року в шляхетській сім'ї Івана і Теофіли Ґойжевських на Волині. Початкову освіту здобув у василіян у Володимирі, а після вступу до Василіянського Чину (отримав постриг у Битенскому монастирі бл. 1763—1765 років), вивчав риторику і філософію в Антополі, Полоцьку і Вітебську, а богослов'я — у Браунсберзькій єзуїтській колегії (прибув 19 жовтня 1771, а завершив перебування в колегії 5 листопада 1774). Володів польською, латинською, німецькою мовами, а також розумів французьку мову.
Після закінчення навчання Теодосій Ґойжевський працював три роки вчителем початкових класів, 2 роки був учителем риторики для молодих ченців, 5 років філософії (у Віленському Папському алюмнаті, в Жировицькому монастирі, де був префектом шкіл, і в Холмському монастирі), 3 роки навчав богослов'я в Жировичах. Рік був проповідником, а потім секретарем і провінційним радником Василіянського Чину і настоятелем Битенского монастиря до 1793 року, коли став архимандритом Дерманського Свято-Троїцького монастиря, заснованого у 1597 році князем Костянтином Острозьким.
Ктиторами Дерманського монастиря, що мали право патронату, за Теодосія Ґойжевського були князі Любомирські, від яких він і отримав «схвалення» на цю архимандрію. Дерманський монастир до 1805 року утримував школу для дітей із убогих родин, але на наполягання візитатора шкіл, Чацького, архимандрит Теодосій цю школу «замінив на щорічну плату в сумі 5000 польських злотих до Кременецької гімназії».
У справах Василіянського Чину Теодосій Ґойжевський їздив на сейми до Варшави і в Гродно, на трибунали — у Вільно і до Кракова.
Коли в 1815 році волинським православним єпископом Стефаном порушена була справа про передачу Дерманського монастиря Православній церкві, Теодосій в своєму звіті луцькому унійному єпископу Якову Мартушевичу від 1 лютого 1817 року «ідучи слідами історії», доводив, що документи 1597 і 1602 років, на які посилається православний єпископ, були відмінені в 1778 році, що з 1629 року безперервно володіють цим монастирем греко-католики. Найвищим указом від 21 листопада 1821 року наказано було «греко-унійний Дерманський монастир віддати у відання греко-російського духовенства, ченців з їх архімандритом Ґойжевським перевести з цього в інші василіянські монастирі, помістити цього останнього на першу архимандричу вакансію», а поки що призначена була йому пенсія в 1000 рублів на рік.
Через похилий вік і слабке здоров'я він не був переведений на нову архімандрію, а знайшов прихисток у Почаївському василіянському монастирі.
Теодосій Ґойжевський помер 12 квітня 1825 року в Почаєві.